# Progresso
Pour les articles homonymes, voir Progresso (homonymie).
Progresso est une municipalité du Centre-Est de l'État du Rio Grande do Sul faisant partie de la microrégion de Lajeado-Estrela et située à 168 km au nord-ouest de Porto Alegre, capitale de l'État. Elle se situe à une latitude de 29° 14′ 39″ sud et à une longitude de 52° 18′ 44″ ouest, à une altitude de 650 mètres. Sa population était estimée à 6 210, pour une superficie de 255 km2. On y accède par les BR-386 et RS-423.
Par les champs et les bois qui couvraient cette région de collines, s'établirent des portugais des missionnaires et des révolutionnaires républicains qui survivaient isolément et maintenaient à peine le contact avec les villages voisins. Chico Mariano est considéré comme le premier d'entre eux sur le territoire de ce qui est aujourd'hui Progresso. L'endroit où il habitait était connu sous le nom de "Gramado São Francisco", à cause d'une grande prairie ("gramado", en portugais) où venait paître le bétail. Ce vaste endroit lui appartenait.
En 1912 arrivèrent les premiers immigrants italiens. Invités par Chico Mariano qui leur donna une étendue de terre, ils purent ensemble apporter le progrès et le développement dans le lieu, spécialement en matière d'agriculture. Cet état de fait fut si marquant à Gramado São Francisco que le nom de la localité fut changé pour celui de "Vila progresso" (le "hameau du progrès"). Vinrent ensuite des Portugais pour travailler sur les plantations de tabac des colons Italiens.
Le secteur primaire est la base de l'économie de la municipalité. La principale activité agricole se fait autour de la production de maïs et de tabac. Progresso possède aussi des plantations sylvicole industrielle (eucalyptus) et fruticole et produit du maté. On y trouve aussi les productions traditionnelles de la région : haricot noir, raisin, élevage de porcs, de vaches laitières, aviculture, apiculture, culture de soja et de pommes.

## Villes voisines
- Fontoura Xavier
- Pouso Novo
- Marques de Souza
- Canudos do Vale
- Boqueirão do Leão
- Barros Cassal